# Aelurillus subfestivus
Aelurillus subfestivus är en spindelart som beskrevs av Kendo Saito 1934. 
Aelurillus subfestivus ingår i släktet Aelurillus, och familjen hoppspindlar. Inga underarter finns listade.